# 남구 (광주 선거구)
광주 남구는 대한민국의 옛 국회의원 선거구이다. 당시 광주광역시 남구 일대를 관할하였다.

## 역사
1995년 3월 1일, 서구 을에 해당하는 지역에 남구가 설치되었다. 이에 대한민국 제15대 국회의원 선거를 앞두고 서구 을 선거구가 남구 선거구로 개편되면서 신설되었다.
제20대 국회의원 선거를 앞두고 동구의 인구가 하한선에 미치지 못하게 되면서 남구와 함께 묶어서 선거구를 구성하게 되었다. 이에 남구 양림동, 방림동, 사직동, 백운동이 동구와 함께 선거구를 이루며 동구·남구 을 선거구를 형성하였고 나머지 봉선동, 월산동, 주월동, 효덕동, 송암동, 대촌동이 동구·남구 갑 선거구를 형성하게 됨에 따라 폐지되었다.

## 관할 구역
- 남구 일원

## 역대 국회의원
| 선거   | 정당 | 정당           | 의원   |
| ------ | ---- | -------------- | ------ |
| 1996년 |      | 새정치국민회의 | 임복진 |
| 2000년 |      | 무소속         | 강운태 |
| 2004년 |      | 열린우리당     | 지병문 |
| 2008년 |      | 무소속         | 강운태 |
| 2010년 |      | 민주당         | 장병완 |
| 2012년 |      | 민주통합당     | 장병완 |

## 역대 선거 결과

### 대한민국 제15대 국회의원 선거
|  | 86.38% |

|  | 7.39% |

|  | 3.46% |

|  | 2.10% |

|  | 0.65% |

### 대한민국 제16대 국회의원 선거
|  | 50.69% |

|  | 34.47% |

|  | 9.17% |

|  | 4.42% |

|  | 0.80% |

|  | 0.43% |

### 대한민국 제17대 국회의원 선거
|  | 46.22% |

|  | 45.48% |

|  | 4.02% |

|  | 3.75% |

|  | 0.50% |

### 대한민국 제18대 국회의원 선거
|  | 59.43% |

|  | 31.44% |

|  | 5.04% |

|  | 3.30% |

|  | 0.77% |

### 2010년 대한민국 재보궐선거
|  | 55.91% |

|  | 44.08% |

### 대한민국 제19대 국회의원 선거
|  | 67.81% |

|  | 21.69% |

|  | 10.48% |